# Max's Kansas City

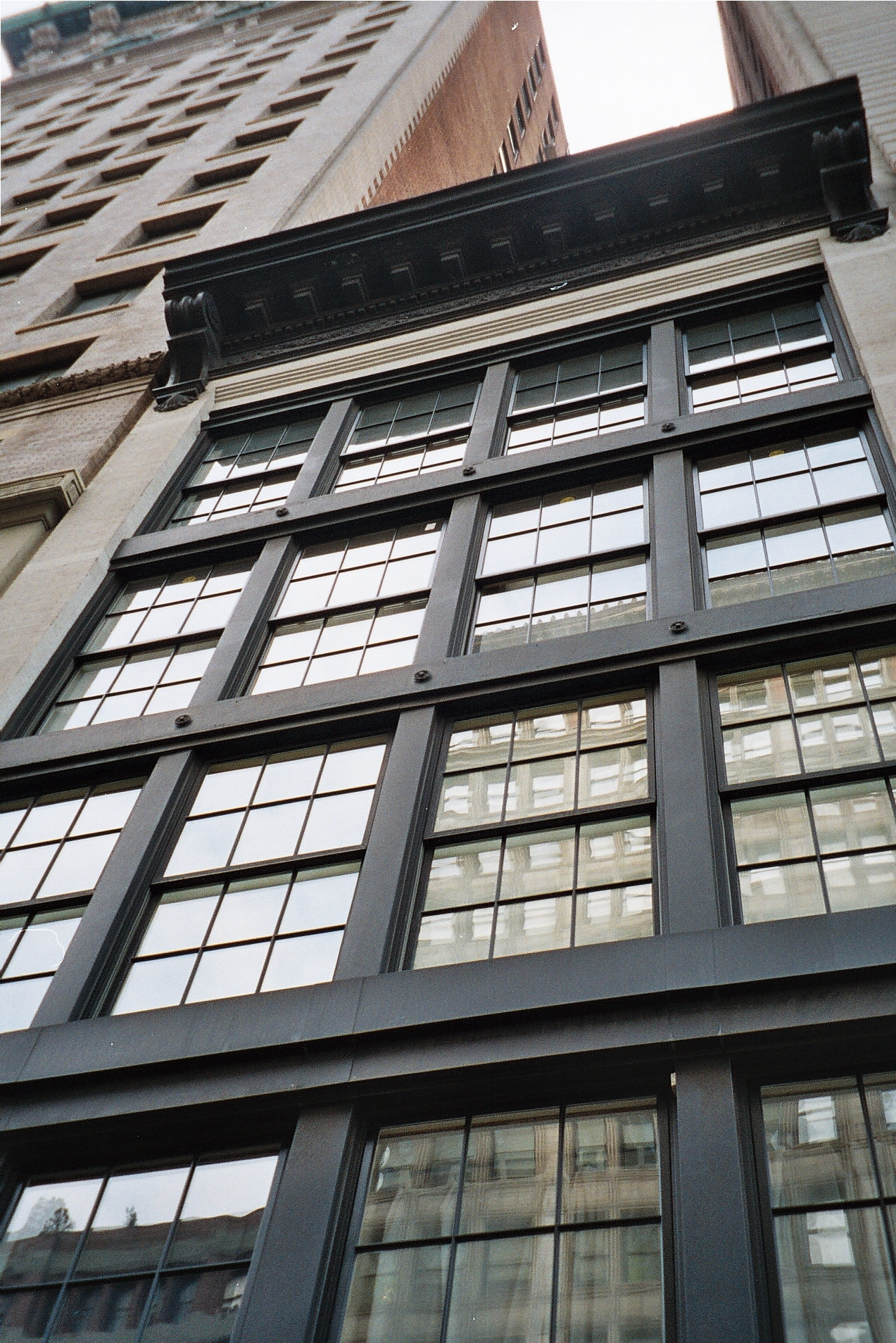
La facciata del 213 Park Avenue South.

Il Max's Kansas City è stato un night club e ristorante al 213 di Park Avenue South, tra la 17ª e la 18ª strada, a New York, punto d'incontro storico per musicisti, poeti, artisti e politici tra gli anni sessanta e settanta.

## Storia

### Max's I
Aperto da Mickey Ruskin (1933-1983) nel dicembre 1965, è stato un ritrovo per artisti e scultori della New York School, come lo scultore John Chamberlain, Robert Rauschenberg e Larry Rivers, le cui presenze vi attrassero celebrità ed il jet set, nonché pubblicità da parte dell'entourage di Andy Warhol. I The Velvet Underground vi suonarono gli ultimi concerti con Lou Reed nell'estate del 1970. Fu la base per la seppur breve scena glitter rock, che incluse artisti come David Bowie, Iggy Pop e lo stesso Lou Reed. È stato il locale in cui hanno iniziato la carriera molte formazioni. Bruce Springsteen vi ha suonato un set acustico nell'estate 1972. Sia gli Aerosmith che Bruce Springsteen con la E Street Band hanno debuttato a New York City al Max's. I The Wailers hanno aperto per Springsteen all'inizio della carriera di Bob Marley nel circuito internazionale nel 1973. La popolarità del Max's Kansas City è declinata dopo l'evoluzione della pop art nel punk rock, così che lo storico locale chiuse nel dicembre 1974.
Ed Koch ha avuto un ufficio nello stesso palazzo.

### Max's II
Il club riaprì nel 1975 sotto la nuova proprietà di Tommy Dean Mills che inizia a programmare disco music. Peter Crowley, che aveva ingaggiato alcuni gruppi al Mothers, gay bar sulla 23ª strada a Manhattan,assunto al nuovo Max's affinché il locale divenisse un'alternativa al CBGB.
Il Max's Kansas City divenne uno dei luoghi nativi del punk rock, ospitando formazioni come la Staten Island Band di Cherry Vanilla, The New York Dolls, Heartbreakers, Blondie, Ramones, Mink DeVille, Steel Tips, Misfits, The Dictators, Wayne County & the Electric Chairs, Cheap Perfume, The Blessed, The Fleshtones, Elliott Murphy e Patti Smith, così come band straniere, tra le quali The Runaways e The Damned. Dopo lo scioglimento dei Sex Pistols, Sid Vicious suonò spesso qui come solista.
Il Max's chiuse le proprie porte nel novembre 1981. Il locale è attualmente un locale di gastronomia.

### Max's III
Mills riaprì il club il 27 gennaio 1998, in una nuova sede, al 240 West della 52ª, precedentemente sede del Lone Star Roadhouse. Il locale rimase aperto per poco tempo.
L'inaugurazione era stata rimandata a causa della controversia legale intentata da Yvonne Sewall-Ruskin, la quale affermava di essere proprietaria dei diritti sul nome Max's Kansas City ed aveva ottenuto un ordine restrittivo per prevenire l'uso del nome.

### Tempi recenti
Nel 2000, la Acidwork Productions, Inc., una casa di produzione fondata da Neil Holstein, cugino di secondo grado di Mickey Ruskin, ha iniziato a lavorare assieme a Victoria Ruskin, figlia di Mickey Ruskin, su un documentario incentrato su Mickey e le sue aziende, compreso il Max's Kansas City.
Nel 2001, Yvonne Sewall-Ruskin istituì il Max's Kansas City Project in memoria del defunto Mickey Ruskin, padre di due dei suoi figli. Per onorare lo spirito connesso alla filosofia di Ruskin, il progetto, una non profit, è diretto a fornire finanziamenti e risorse agli artisti in crisi ed al spingere i giovani alle arti.

## Origine del nome
Il nome non deriva da alcun collegamento del proprietario con Kansas City, né con il Kansas o il Missouri. Ruskin è cresciuto a Jersey City, nel New Jersey, ed ha frequentato la Cornell University.
Ci sono due versioni sull'origine del nome, entrambe originate dal suggerimento del poeta Joel Oppenheimer. La prima vuole il nome derivante da un posto descritto dal poeta Max Finstein. Oppenheimer e Finstein erano tra i primi poeti a frequentare il primo locale di Ruskin, il 9th Circle di Greenwich Village. La seconda versione vuole invece che il nome derivi dall'infanzia di Oppenheimer, il quale aveva notato come, in ogni bisteccheria, compariva sempre nel menu "Kansas City", essendo il nome di un tipo di lombo, così che decise che il nome del locale dovesse contenere le parole "Kansas City". "Max" venne scelto perché rassomigliante un nome da ristorante.
Oppenheimer suggerì anche gli elementi sulla tenda del locale, "Steak, Lobster, Chick Peas". Ruskin aprì anche un ristorante simile, il Max's Terre Haute ad Upper East Side, senza ottenere però successo.